# Glacier Peak Wilderness
Die Glacier Peak Wilderness ist ein fast dreitausend Quadratkilometer großes Wildnisgebiet in den Vereinigten Staaten. Es erstreckt sich über etwa 56 Kilometer Länge und 32 Kilometer Breite in den Countys Chelan, Snohomish und Skagit im Nördlichen Kaskadengebirge im US-Bundesstaat Washington. Das Gebiet liegt teilweise im Wenatchee National Forest und teilweise im Mount Baker National Forest und ist durch stark bewaldete Stromabschnitte, steilwandige Täler und dramatisch wirkende gletschergekrönte Gipfel charakterisiert. Das dominante geologische Objekt des Gebietes ist der 3.213 Meter hohe Glacier Peak. Es handelt sich um den entlegensten vulkanischen Gipfel im Kaskadengebirge mit den meisten aktiven Gletschern in den USA außerhalb von Alaska und Hawaii. Der Glacier Peak ist ein Vulkankegel aus Basalt, Bimsstein und Asche, der in Perioden starker Vergletscherung ausbrach. Die nächstgelegene Stadt ist Seattle.

## Geschichte
Die Glacier Peak Wilderness wurde 1960 durch Bemühungen des North Cascades Conservation Council vom U.S. Forest Service, vier Jahre vor Erlass des Wilderness Act durch den US-Kongress, eingerichtet.

## Ökologie

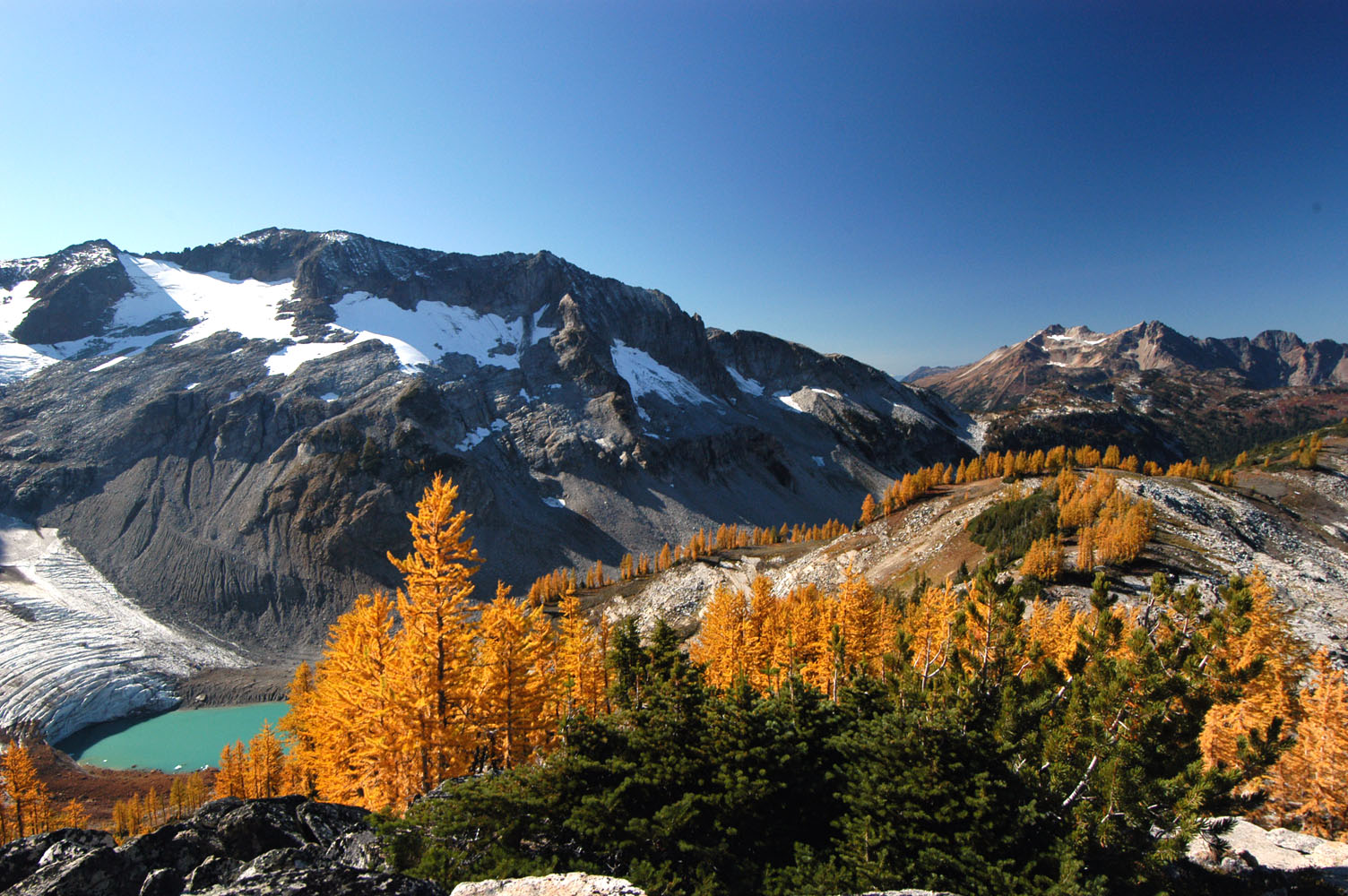
Lyman Lake mit Felsengebirgs-Lärche (Larix lyallii)

Die Waldvegetation vereint mehrere Arten Tannen, Douglasien, Hemlocktannen, Riesen-Lebensbäumen. Es gibt auch gemischte Bestände von Kiefern und Douglasien an den Ost-Hängen. Verschiedene Tierarten bewohnen das Gebiet, darunter Hirsche, Wapitis, Schwarzbären, Schneeziegen, Pumas, Murmeltiere und Luchse. Kleinere Tiere wie Wühlmäuse sind weit verbreitet. Die letzte bestätigte Sichtung eines Grizzly im US-Teil des nördlichen Kaskadengebirges stammt aus diesem Wildnisgebiet. Die alpinen Seen sind während der eisfreien Monate gute Angelgewässer. Vorzugsweise werden Cutthroat-Forellen gefangen, aber auch andere Arten kommen vor.

## Zugang
Es gibt keinerlei Straßen zum Glacier Peak. Die übliche Anreise zu seiner Basis erfolgt über meilenlange Wanderwege. Normalerweise können Wanderer den Vulkan vom Westen her über das White Chuck River Valley erreichen. Von Osten her ist er über die Westspitze des Lake Chelan oder die Täler von White River oder Chiwawa River erreichbar.

## Wanderwege
In den meisten Jahren ist das Wildnisgebiet auch im Mai noch unter drei bis sechs Metern Schnee begraben. Die meisten Wege und Pässe sind ab Mitte August schneefrei, aber auch das schwankt von Jahr zu Jahr. Schnee und kalter Regen können auch im Hochsommer auftreten.

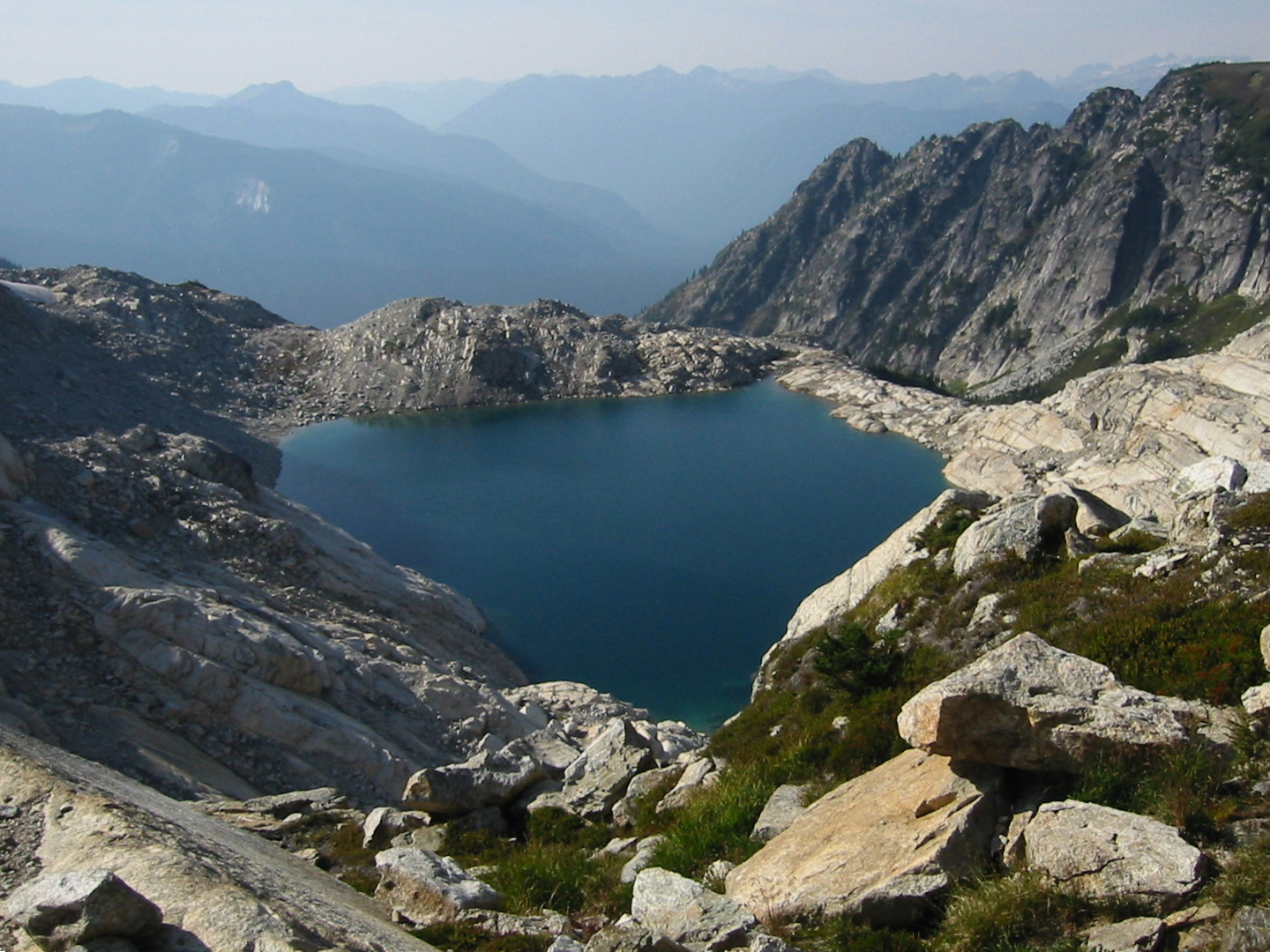
Triad Lake in 2.000 m Höhe nahe dem High Pass

### Hochwasserschäden
Am 20. Oktober 2003 gab es nach mehr als 250 Millimetern Niederschlag ein Rekord-Hochwasser im Wildnisgebiet. Der warme Regen schmolz Schnee und Eis und spülte erhebliche Mengen an Wasser, Bäumen und Geröll in die Flüsse. Flussabwärts wurden Straßen, Brücken und Campingplätze beschädigt und zerstört. Die Zerstörungen wirkten sich teilweise auf den Pacific Crest Trail (PCT) aus. Acht Brücken und eine Furt wurden auf einem 48 km langen Abschnitt des PCT zerstört. Es blieb kein Anzeichen zurück, dass diese Brücken je existiert hätten. Die beiden bemerkenswertesten Verluste waren die Brücken über den oberen White Chuck River und den Suiattle River. Beide Querungen sind auch unter besten Bedingungen gefährlich. Außerdem erlitten fünf Hauptwege, über die der PCT erreicht werden kann, unterschiedlich schwere Schäden von „ziemlich leicht“ (North Fork Skykomish Trail) bis „ernsthaft“ (White Chuck Trail). Die Kennedy Hot Springs wurden unter einer Mure begraben und gänzlich zerstört. Der Wiederaufbau an der Straße über den Suiattle River begann 2013 und sollte im Oktober 2014 abgeschlossen sein.